# Susanne Luther
Susanne Luther (* 1979 in Nürnberg) ist eine deutsche Theologin.
Nach der Promotion 2012 an der Universität Erlangen bei Oda Wischmeyer und der Habilitation an der Johannes Gutenberg-Universität Mainz bei Ruben Zimmermann ist Susanne Luther seit 2020 Professorin für Neues Testament an der Universität Göttingen.
Ihre Forschungsschwerpunkte sind antike Fluchtafeln und das Neue Testament, (literarische, religions- und kulturhistorische Ansätze), Sprachethik im Neuen Testament und im antiken Kontext, Theorie der Geschichte und Geschichtsschreibung in der Antike und im Neuen Testament, Wundergeschichten im frühen Christentum (Wunder von Jesus und den Aposteln in kanonischen und apokryphen Evangelien und Taten), Hermeneutik, Bibelhermeneutik und Texte: Evangelium nach Matthäus, Evangelium nach Johannes, Brief des Jakobus und Apokryphen des Neuen Testaments (Evangelien und Taten).

## Schriften (Auswahl)
Monografien
- Sprachethik im Neuen Testament. Eine Analyse des frühchristlichen Diskurses im Matthäusevangelium, im Jakobusbrief und im 1. Petrusbrief. Mohr Siebeck, Tübingen 2015, ISBN 3-16-152398-9.

Herausgeberschaften
- mit Ruben Zimmermann: Studienbuch Hermeneutik. Bibelauslegung durch die Jahrhunderte als Lernfeld der Textinterpretation. Portraits – Modelle – Quellentexte. Gütersloher Verlagshaus, Gütersloh 2014, ISBN 3-579-08137-3.
- mit Jörg Röder und Eckart David Schmidt: Wie Geschichten Geschichte schreiben. Frühchristliche Literatur zwischen Faktualität und Fiktionalität. Mohr Siebeck, Tübingen 2015, ISBN 978-3-16-152634-3.
- mit Michael Hölscher und Markus Lau: Antike Fluchtafeln und das Neue Testament. Materialität – Ritualpraxis – Texte. Mohr Siebeck, Tübingen 2021, ISBN 978-3-16-157592-1.